# Emery Gill
Emery Gill, född 26 februari 1966, är en friidrottare från Belize. Han deltog vid olympiska sommarspelen 1992.